# نایت‌ولف
نایت‌ولف (انگلیسی: Nightwolf) متولد شده با نام «ابر خاکستری» (انگلیسی: Grey Cloud) یکی از  شخصیت های سری بازی های مورتال کامبت می باشد. اولین حضور وی در مورتال کامبت ۳ به عنوان سرخپوست،  تاریخ‌نگار و ارتباط دهنده با روح مردگان بوده است که به عنوان یک مبارز در زمین حضور در برابر قدرت شائو کان حضور داشت. وی در مورتال کامبت ۴، مورتال کامبت: اتحاد مرگبار، مورتال کامبت: آرماگدون و مورتال کامبت ۱۱ نیز حضور داشته است.